# تطور الجهاز الهضمي
يتعلق تطور الجهاز الهضمي في الجنين البشري بظهارة الجهاز الهضمي وبرنشيمة مشتقاته التي تنشأ من الأديم الباطن. تنشأ الأنسجة الضامة والمكونات العضلية والمكونات البريتوانية في الأديم المتوسط. تتمايز المناطق المختلفة من الأنبوب المعوي مثل المريء والمعدة والإثني عشر وما إلى ذلك من خلال تدرج تركيز حمض الريتينويك الذي يؤدي إلى التعبير عن عوامل النسخ الخاصة بكل منطقة. يعتمد تمايز الأمعاء ومشتقاتها على التفاعلات المتبادلة بين الأديم الباطن للأمعاء والأديم المتوسط المحيط بها. تتحفز جينات النحت في الأديم المتوسط عبر إشارات خاصة يفرزها الأديم الباطن للأمعاء وينظم عبرها التحكم القحفي بالأمعاء ومشتقاته. تمتد القناة الهضمية من الغشاء الفموي البلعومي حتى المذرق وينقسم إلى المعي الأمامي والمعي المتوسط والمعي الخلفي.

## الحجاب الحاجز والتجويف الصدري
يقسم الحجاب الحاجز تجويف الجسم إلى تجويف الصدر وتجويف البطن. يتطور بدءًا من أربع مكونات: الحاجز المستعرض (الوتر المركزي)، والأغشية الجنبية الصفاقية، والمساريق الظهرية للمريء، والمكونات العضلية من الجسيدات عند مستويات الفقرات الرقبية من الثالثة حتى الخامسة (C3-5) نظرًا لأن الحاجز المستعرض يقع في البداية مقابل مستويات الفقرات الرقبية من الثالثة حتى الخامسة، وبما أن الخلايا العضلية للحجاب الحاجز تنشأ من الجسيدات في هذه الأجزاء، فإن العصب الحجابي، الذي يعصب الحجاب الحاجز، ينشأ أيضًا من هذه الأجزاء من الحبل الشوكي. ينقسم التجويف الصدري إلى تجويف التامور وتجويفَي الجنب حول الرئتين.

## المسراق
تتعلق أجزاء من الأنبوب المعوي ومشتقاته بجدار الجسم الظهري والبطني بواسطة المسراق، وهي طبقات مزدوجة من الصفاق تحيط بالعضو وتربطه بجدار الجسم. تسمى هذه الأعضاء بالأعضاء داخل الصفاق، أما الأعضاء التي تقع على جدار الجسم الخلفي ويغطيها الصفاق على سطحها الأمامي فقط تعتبر خلف الصفاق. لذلك، هو طبقات مزدوجة من الصفاق تصل بين عدة أعضاء أو بين عضو وجدار الجسم كرباط صفاقي. توفر المساريق ممرات للأوعية والأعصاب والتركيبات اللمفاوية من وإلى أحشاء البطن.
في البداية، يكون المعى الأمامي، والمعى المتوسط، والأمعاء الخلفية على اتصال واسع النطاق مع اللحمة المتوسطة لجدار البطن الخلفي. بحلول الأسبوع الخامس، تقل كمية النسيج الموصل، ويتعلق الجزء الذيلي من المعى الأمامي والمعي المتوسط والجزء الرئيسي من المعى الخلفي من جدار البطن بواسطة المساريق الظهرية التي تمتد من الطرف السفلي للمريء إلى المعى الخلفي. في منطقة المعدة، يتشكل المسراق الظهري أو الثرب الأكبر. في منطقة الإثني عشر، يتشكل المسراق الظهري الإثني عشري، وفي منطقة القولون يتشكل المسراق الظهري القولوني. تتشكل المساريق الظهرية اللفائفية والصائمية حول المعي اللفائفي والصائمي أيضًا.
تنشأ المساريق البطنية الموجود في أسفل المريء والمعدة والجزء العلوي من الإثني عشر من الحاجز المستعرض. يقسم نمو الكبد في اللحمة المتوسطة للحاجز المستعرض المساريق البطني إلى الثرب الأصغر، ويمتد من الجزء السفلي من المريء والمعدة والجزء العلوي من الإثني عشر إلى الكبد والرباط المنجلي الممتد من الكبد حتى جدار الجسم البطني.